# Jean-Baptiste Giraud (journaliste)
Pour les articles homonymes, voir Jean-Baptiste Giraud et Giraud.
Jean-Baptiste Giraud, né à Paris le 8 février 1972, est un journaliste, écrivain, entrepreneur et chroniqueur de radio français.

## Biographie
Diplômé de l'École supérieure de journalisme de Paris en 1994, il travaille à Radio France en 1994/95, puis à BFM jusqu'en 2003, ainsi qu'à TF1 en parallèle.  Il fonde en juin 2004 Économie matin. 
En 2010 il crée l'application Pourquoi ? , ensuite déclinés dans une série de contenu publicitaire pour enfants de 50 épisodes, Les Pourquoi de Monsieur Biscuit, diffusés sur les chaînes Gulli et Tiji pour le compte d'un produit biscuité de la marque Bonne Maman,.
De décembre 2010 à juillet 2011, il est le directeur de la rédaction du site Atlantico, lancé en février 2011.
En février 2012, il relance Économie matin en pure player sur le web.
Il est ensuite chroniqueur économie sur RTL, où il anime notamment le Mag de l’éco dans RTL Grand Soir, Sud Radio (2016 à 2018). Il anime entre 2018 et 2020 la chronique La Minute de l'éco diffusée sur les stations régionales Radio Scoop, Voltage, Vibration et Wit FM. 
En 2022, il imagine Cvox, un outil d'auto-interview.
Dans une enquête publiée par Arrêt sur Images en 2021 réalisée par les journalistes Loris Guémart, Maurice Midena et Yann Mougeot, Jean-Baptiste Giraud est cité parmi les noms de journalistes et patrons de médias qui sont soupçonnés d'avoir collaboré avec l'« agence de communication » Avisa Partners en diffusant des articles de désinformation en faveur de clients ou à l'encontre de concurrents, via le site d'information qu'il dirige Économie matin.
En 2024, il est directeur pédagogique de l'Institut libre de journalisme (ILDJ), école qu'il a confondée avec l'appui de la droite identitaire,. À la suite d'un conflit interne avec son directeur Alexandre Pesey, il est écarté de l'ILDJ courant 2024, relate La Lettre.
Après la dissolution du Parlement par Emmanuel Macron en 2024, Jean-Baptiste Giraud adhère au Rassemblement national, où il participe à la campagne de Christophe Bay. Selon La Lettre, il espère une investiture pour la troisième circonscription d'Eure-et-Loir pour les élections législatives suivantes et bénéficie pour cela du soutien de Christophe Bay.

## Publications
- Jean-Baptiste Giraud & David Autissier (avec la participation de la rédaction Économie matin), Combien ça coûte, combien ça rapporte, Paris, éditions Eyrolles, 18 janvier 2007, 119 p. (ISBN 978-2-212-53783-3 et 2-212-53783-2)
- Jean-Baptiste Giraud, Les grands esprits ont toujours tort, Paris, éditions du Moment, 25 mai 2007, 237 p. (ISBN 978-2-35417-004-2 et 2-35417-004-1)
- Jean-Baptiste Giraud, Pourquoi les rayures ont-elles des zèbres ?, Paris, éditions du Moment, 19 juin 2008, 228 p. (ISBN 978-2-35417-027-1)
- Jean-Baptiste Giraud, Pourquoi les rayures ont-elles des zèbres, Pourquoi les bois ont-ils des cerfs ?, Paris, France Loisirs, 1er décembre 2009, 400 p. (ISBN 978-2-298-02585-9)
- Jean-Baptiste Giraud, Pourquoi les bois ont-ils des cerfs ?, Paris, éditions du Moment, 17 avril 2009, 228 p. (ISBN 978-2-35417-041-7 et 2-35417-041-6)Suite de Pourquoi les rayures ont-elles des zèbres ?
- Jean-Baptiste Giraud, Laure de Charette, Flore Ozanne et Inès Lacaille, Le guide des bécébranchés, Paris, éditions L'Archipel, 12 mai 2009, 312 p. (ISBN 978-2-8098-0149-1 et 2-8098-0149-5)« Les BCBG sont morts, vive les bécébranchés ! »
- Jean-Baptiste Giraud, Histoires bêtes, Paris, éditions du Moment, 25 mars 2010, 222 p. (ISBN 978-2-35417-077-6 et 2-35417-077-7)
- Jean-Baptiste Giraud, Pourquoi les trompes ont-elles des éléphants ?, Paris, éditions du Moment, 23 juin 2011, 300 p. (ISBN 978-2-35417-125-4 et 2-35417-125-0)
- (zh) Jean-Baptiste Giraud, 为什么鹿有角, Pékin,‎ 2012, 120 p.
- Jean-Baptiste Giraud et Yves Derai, Un Roi pour la France ?, Paris, éditions du Moment, mai 2014 (ISBN 978-2-35417-248-0)Entretien avec le prince Louis de Bourbon, héritier du trône de France.
- Jean-Baptiste Giraud, Le dico des Pourquoi, Paris, éditions de l'opportun, 2 mars 2017, 450 p. (ISBN 978-2-36075-453-3)
- Jean-Baptiste Giraud, Pourquoi les bananes sont-elles courbées ? : + de 250 Colles Surprenantes Pour Esprits Curieux, Montréal, Guy Saint Jean Editeur, mars 2018, 280 p. (ISBN 978-2-89758-454-2)
- Jean-Baptiste Giraud, Pourquoi les bananes sont-elles courbées ? : + 250 réponses à des questions surprenantes, Paris, éditions de l'opportun, janvier 2019, 338 p. (ISBN 978-2-36075-632-2)
- Jean-Baptiste Giraud, Dernière crise avant l'Apocalypse : +, Paris, RING, septembre 2021, 400 p. (ISBN 978-2-3793-4018-5)